# Хитна помоћ (филм из 2022)
Хитна помоћ (енгл. Ambulance) је амерички акциони трилер филм из 2022. године, редитеља и продуцента Мајкла Беја. Представља копродукцију између кућа New Republic Pictures, Endeavor Content, Project X Entertainment и Bay Films, а темељи се на истоименом данском филму из 2005. Лауритса Мунк-Петерсена и Ларса Андреаса Педерсена. Главне улоге играју Џејк Џиленхол, Јаија Абдул-Матин  и Еиза Гонзалез и и прати двоја усвојена брата који су постали пљачкаши банака, док краду кола хитне помоћи у којима су болничар и полицајац у критичном стању.
Пројекат је први пут најављен у августу 2015. са Филипом Нојсом који је био задужен за режију. Године 2017. заменили су га Навот Папушадо и Арон Кешалес, које замењује Беј 2020. године. Снимање почело је у јануару 2021. у Лос Анђелесу, са кинематографом Робертом де Анђелисом, а завршено је тог марта. Током постпродукције, музику је компоновао Лорн Балф. Universal Pictures је објавио филм у биоскопима 8. априла 2022. године. Taramount Film је објавио филм у биоскопима у Србији 24. марта 2022. године. Добио је помешане критике критичара, који су критиковали причу.

## Радња
Одликовани ветеран Вил Шарп, очајан у покушају да нађе новац за покривање болничких рачуна своје супруге, тражи помоћ од особе за коју зна да то не би требало да ради — у питању је његов усвојени брат, Дени. Харизматични криминалац Дени му уместо помоћи нуди следеће: да учествује у највећој пљачки банке у историји Лос Анђелеса за 32 милиона долара. Пошто је живот његове жене у питању, Вил не може да каже не.
Али када њихов бег спектакуларно пође по злу, очајна браћа отимају возило хитне помоћи са рањеним полицајцем којем живот виси о концу и искусном радницом хитне помоћи, Кам Томпсон. У лудо брзој потери која никада не престаје, Вил и Дени морају да избегну масивно спровођење закона на територији града, одрже своје таоце у животу и некако покушају да се међусобно не убију, све док изводе најлуђи бег који је Лос Анђелес икада видео.

## Улоге
| Глумац            | Улога        |
| ----------------- | ------------ |
| Џејк Џиленхол     | Дени Шарп    |
| Јаија Абдул-Матин | Вилијам Шарп |
| Еиза Гонзалез     | Кам Томпсон  |